# Yevguenia Mrávina

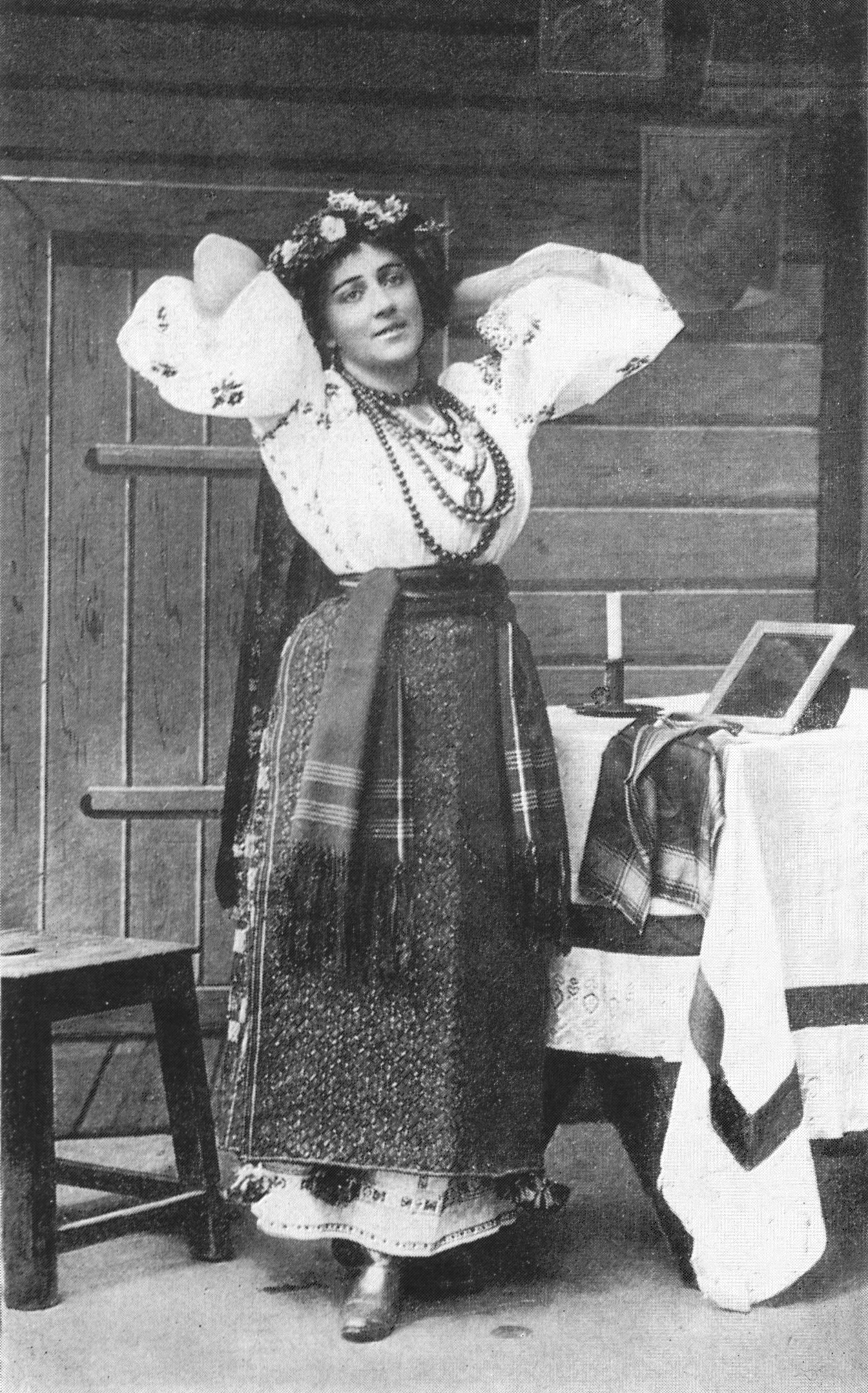
Mravina interpretó a Oksana en la primera función de La noche de Navidad (Teatro Mariinski, San Petersburgo, 1895).

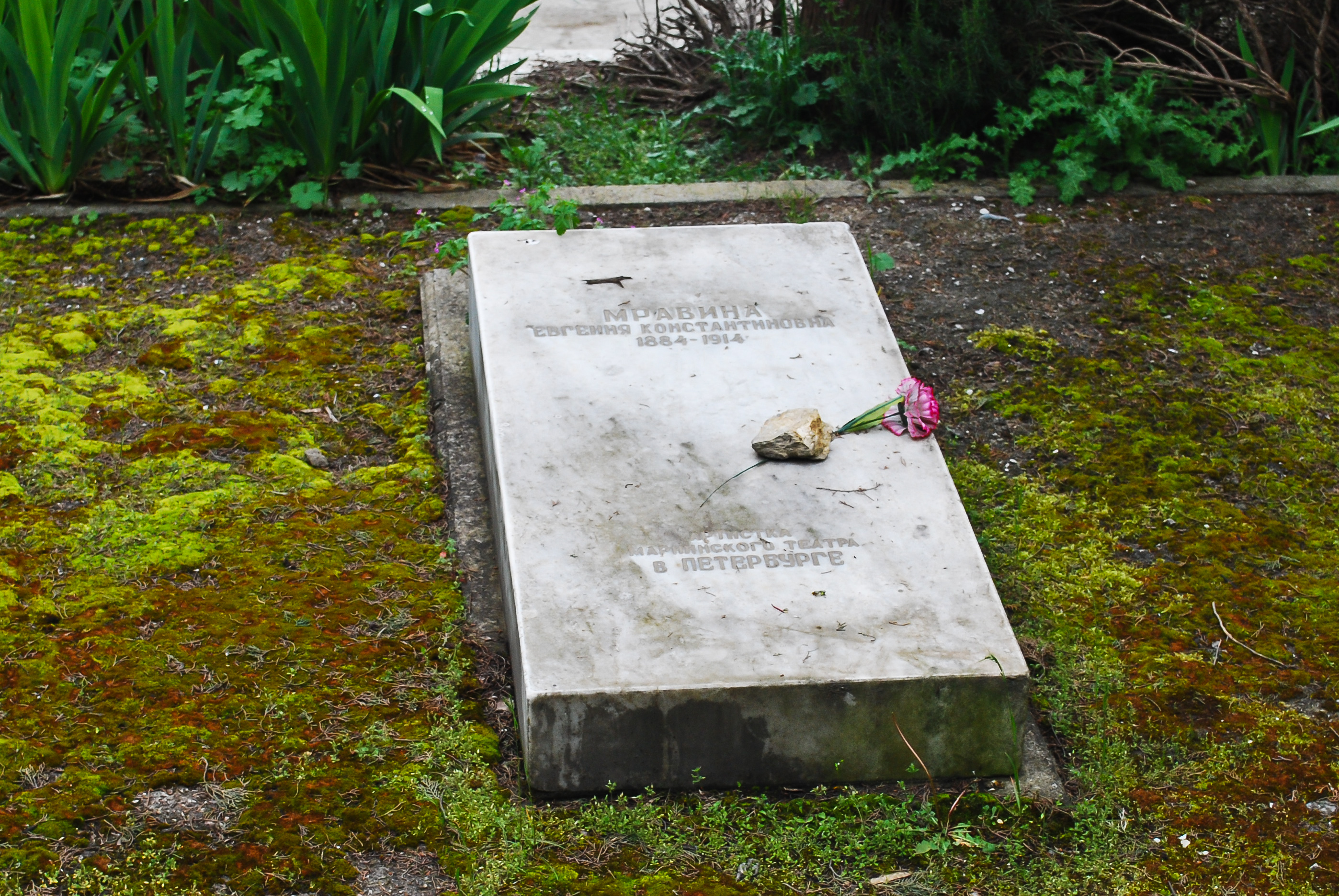
Tumba de Mrávina en el cementerio de memoria de Polikur en Yalta, Crimea.

Yevguenia Konstantínovna Mravínskaya, más conocida por su nombre artístico Yevguenia o Evgenia Mravina (San Petersburgo, Imperio ruso; 4 de febrerojul./ 16 de febrero de 1864greg.-Yalta, Imperio ruso; 11 de octubrejul./ 24 de octubre de 1914greg.), fue una soprano rusa. Fue tía del director de orquesta Yevgueni Mravinski y media hermana de la revolucionaria Aleksándra Kolontái.

## Biografía
Estudió allí con Ippolit Priánishnikov. Posteriormente, estudió en Berlín con Désirée Artôt y en París con Mathilde Marchesi. Debutó en agosto de 1885 interpretando a Gilda en la ópera Rigoletto de Verdi en Vittorio Veneto,  y fue solista principal en el Teatro Mariinski entre 1886 y 1897. Dejó los escenarios de San Petersburgo en 1900 a raíz de un conflicto con la Dirección de los Teatros Imperiales, y de 1900 a 1903 recorrió múltiples escenarios por toda Rusia. Hizo tres giras europeas, en 1891-1892, 1902-1903 y 1906, pero para esta última gira su voz y su salud habían empezado a decaer. Dio su último concierto en San Petersburgo en 1906, y murió en Yalta en 1914.

## Interpretaciones
Destacó particularmente en las interpretaciones que requerían de un gran virtuosismo en el canto y transmitían la fogosa naturaleza de sus personajes. Preocupada por la puesta en escena de sus papeles, a menudo pidió consejo a N. F. Sazamov, el actor estrella del Teatro Aleksandrinski, acerca de temas de creatividad dramática. Asimismo, recibió clases de ritmo y baile del bailarín de ballet A. D. Chistiákov. Algunos de sus papeles más célebres fueron Antonida en la ópera de Mijaíl Glinka Una vida para el Zar; Ludmila en Ruslán y Liudmila, también de Glinka; Tatiana en Eugenio Oneguin de Chaikovski y Oksana en La noche de Navidad de Rimski-Kórsakov. Este último papel fue considerado como especialmente adecuado para la capacidad de actuación, la pureza tonal y la inteligencia musical de Mrávina. También cantó en óperas de Charles Gounod, Giacomo Meyerbeer y Richard Wagner.